# So Hyon-uk
So Hyon-uk (17 de abril de 1992) é um futebolista profissional norte-coreano que atua como atacante.

## Carreira
So Hyon-uk representou a Seleção Norte-Coreana de Futebol na Copa da Ásia de 2015.